# Andrzej Chyra
Andrzej Chyra (sinh ngày 27 tháng 8 năm 1964) là một diễn viên người Ba Lan. Ông là thành viên của Viện Hàn lâm Điện ảnh Ba Lan và Viện Hàn lâm Điện ảnh Châu Âu.

## Tiểu sử
Andrzej Chyra tốt nghiệp Trường Sân khấu Diễn xuất ở Warsaw vào năm 1987, và sau đó cũng tại ngôi trường này, vào năm 1994, ông theo học chuyên ngành đạo diễn.
Vai diễn sáng giá nhất giúp Andrzej Chyra được công nhận thực lực diễn xuất là vai Gerard Nowak trong bộ phim The Debt (Dług) năm 1999 của đạo diễn Krzysztof Krauze. Với vai diễn này, ông được trao giải thưởng ở hạng mục Nam diễn viên chính xuất sắc nhất tại Liên hoan phim Ba Lan diễn ra ở Gdynia. Năm 2005, thành công một lần nữa mỉm cười với Andrzej Chyra với giải thưởng PFF Gdynia nhờ vai diễn trong bộ phim Komornik.

## Thành tích nghệ thuật

### Phim điện ảnh
- 1988 – Decalogue IV (sê-ri phim truyền hình)
- 1993 – Kolejność uczuć
- 1994 – Zawrócony (phim truyền hình)
- 1999 – Dług - Gerard Nowak
- 1999 – Kallafiorr
- 2000 – Gra
- 2000 – Wyrok na Franciszka Kłosa
- 2001 – Pieniądze to nie wszystko
- 2001 – Przedwiośnie
- 2001 – Where Eskimos Live
- 2001 – Wiedźmin
- 2003 – Pogoda na jutro
- 2003 – Powiedz to, Gabi
- 2003 – Siedem przystanków na drodze do raju
- 2003 – Symetria
- 2003 – Zmruż oczy
- 2004 – Ono
- 2004 – Tulipany
- 2005 – Komornik
- 2005 – Persona Non Grata
- 2006 – Palimpsest
- 2006 – S@motność w sieci
- 2006 – Strike
- 2006 – We're All Christs
- 2007 – Katyń
- 2008 – Magiczne drzewo
- 2008 – Nieruchomy poruszyciel
- 2009 – Wszystko co kocham
- 2009 – Zdjęcie
- 2010 – Mistyfikacja
- 2012 - Land of Oblivion
- 2013 - In the Name Of
- 2016 - United States of Love
- 2017 - Frost
- 2017 - Beyond Words
- 2019 - Listen to the Universe

### Sê-ri phim truyền hình
- 1996 – Bar "Atlantic"
- 1996 – Honor dla niezaawansowanych
- 1997 – Boża podszewka
- 1997 – Zaklęta
- 1998 – Miodowe lata
- 2000-2001 – Miasteczko
- 2000 – Twarze i maski
- 2002 – Przedwiośnie
- 2002 – Wiedźmin
- 2003-2005 – Defekt
- 2003 – Zaginiona
- 2004-2005 – Oficer
- 2006 – Oficerowie
- 2006 – S@motność w sieci
- 2007 – Cztery poziomo